# Hemoglobina płodowa
Hemoglobina płodowa (HbF lub α2γ2) – główne białko transportujące tlen u ludzkiego płodu w ciągu ostatnich 7 miesięcy rozwoju w macicy i noworodka do około 6 miesiąca życia. Funkcjonalnie hemoglobina ta różni się od hemoglobiny osób dorosłych tym, że wykazuje wyższe powinowactwo do tlenu i wysyca się nim przy niższym ciśnieniu parcjalnym. Dzięki temu rozwijający płód ma lepszy dostęp do tlenu z krwi matki. Ma to duże znaczenie, ponieważ miejscem wymiany gazowej między matką a płodem jest łożysko, w którym dochodzi do wymiany tlenu i dwutlenku węgla. W łożysku stężenie tlenu nie jest wysokie, więc hemoglobina odłącza tlen. Gdyby we krwi płodu była taka sama hemoglobina jak we krwi matki, nie mogłaby wiązać dużych ilości tlenu. HbF w warunkach tlenowych łożyska bardzo silnie wiąże tlen, bo wysyca się nim przy niższych stężeniach i może go przenosić z łożyska do narządów płodu.
HbF jest wytwarzana przez wątrobę płodu. Dopiero pod koniec życia płodowego funkcję produkcji hemoglobiny płodowej przejmuje szpik kostny. 
U noworodków hemoglobina płodowa jest prawie całkowicie zastępowana przez hemoglobinę dorosłych po około szóstym miesiącu od narodzin. U osób dorosłych hemoglobina płodowa jest wytwarzana w szpiku kostnym. Jej wytwarzanie może być indukowane farmakologicznie. Jest to przydatne w łagodzeniu objawów niedokrwistości sierpowatokrwinkowej i talasemii β. Obecność hemoglobiny płodowej u osób dorosłych może też być spowodowane przez czynniki genetyczne. 
U noworodków procentowa zawartość hemoglobiny płodowej zmniejsza się do 75% Hb całkowitej (w pierwszych miesiącach życia). Spowolnienie syntezy globiny gamma następuje jeszcze przed narodzeniem. W wieku ok. 2 lat stężenie hemoglobiny płodowej wynosi już niespełna 1% i wartość ta wciąż maleje. Hemoglobiną dominującą po okresie noworodkowym jest hemoglobina A (HbA – α2β2). Hemoglobina A2 (HbA2 – α2σ2) i hemoglobina płodowa (HbF – α2γ2) będą stanowiły znikomy procent hemoglobiny całkowitej u osób dorosłych. Ilość obu typów tych hemoglobin jest ważnym parametrem w klinicznej i laboratoryjnej diagnostyce hemoglobinopatii. 
Struktura i genetyka
Większość rodzajów prawidłowej hemoglobiny, w tym hemoglobiny A, hemoglobiny A2 i hemoglobiny F jest tetramerem złożonym z czterech podjednostek białkowych i czterech grup prostetycznych hemu. Podczas gdy hemoglobina osób dorosłych składa się z dwóch łańcuchów alfa i dwóch łańcuchów beta, hemoglobina płodowa składa się z dwóch łańcuchów alfa i dwóch łańcuchów gamma. 
U ludzi każdy chromosom 11. zawiera dwie podobne kopie genu kodującego podjednostkę gamma. Gen kodujący podjednostkę alfa jest zlokalizowany na chromosomie 16. (również w dwóch kopiach). 
Zespół wrodzonego przetrwania hemoglobiny płodowej (HPFH)
Przetrwanie hemoglobiny płodowej u osób dorosłych jest spowodowane niecałkowitym przełączaniem aktywności genu globiny płodowej gamma na aktywność genu globiny beta na chromosomie 11. Skutkuje to szczątkową ekspresją globiny gamma w subpopulacji erytrocytów F (krwinki F). Krwinki F (F cells) mają cechy krwinek dorosłego człowieka (zestaw enzymów i antygenów), a zawartość HbF w pojedynczej krwince nie przekracza 25%. Procentowy udział krwinek F w całej populacji erytrocytów można oceniać za pomocą cytometrii przepływowej (krwinki F są znakowane przeciwciałami rozpoznającymi globinę gamma). Przetrwanie hemoglobiny płodowej bardzo rzadko występuje u zdrowych osób. Jej występowanie może być spowodowane niedotlenieniem lub anemią sierpowatą. 
Wynika to z następujących czynników genetycznych:
1. Mutacje w obrębie skupiska genów globiny typu beta
2. Polimorfizmy pojedynczych nukleotydów w locus związanych z ilościową cechą HbF
3. Mechanizmy epigeniczne

Czynniki te prowadzą do wrodzonego przetrwania hemoglobiny płodowej. Wyróżniamy:
1. p-(panacellular-) HPFH - obserwujemy gdy zwiększone stężenie hemoglobiny płodowej dotyczy wszystkich krwinek czerwonych dorosłego człowieka (100% erytrocytów to krwinki F).
2. h-(heterocellular-) HPFH - obserwujemy gdy zwiększone stężenie hemoglobiny płodowej jest zróżnicowane w populacji krwinek czerwonych

Osoby ze stwierdzonym zespołem wrodzonego przetrwania hemoglobiny płodowej mają prawidłową morfologię krwi. Nie są zauważalne u nich objawy kliniczne. W badaniach hematologicznych można stwierdzić u tych osób mikrocytozę i lekką niedobarwliwość, ale ma to wówczas związek z współwystępowaniem mutacji punktowej odpowiedzialnej za bezobjawową postać hemoglobinopatii. 
Bibliografia:
1. „Genetycznie uwarunkowane stany zwiększonej ilości HbF u ludzi zdrowych i chorych” Małgorzata Musielak, Instytut Psychiatrii i Neurologii w Warszawie, Zakład Genetyki.
2. „Krew – najważniejsze informacje” Maria Kieliszek